# Bágyoni Szabó Ödön
Bágyoni Szabó Ödön (Mád, 1839. november 24. – Dicsőszentmárton, 1907. február ?) színész.

## Életútja
Iskolái elvégeztével rövid joggyakornokoskodás után, 1858-ban Munkácson Fehér Károlynál lépett a színipályára, azután Arad, Nagyvárad, Temesvár, Kassa, Szeged városok színházainál működött, Sztupa Andor, majd Szuper Károly igazgatása alatt. A Nemzeti Színházban is sikerrel vendégszerepelt. Újból működött Szegeden, Kolozsvárott, Temesvárott Krecsányi Ignácnál, Pozsonyban és Székesfehérváron, Jakab Lajosnál. 1892-ben végleg visszavonult a színpadi működéstől és Kisküküllő vármegyében megyei szolgálatra lépett. 1907. február havában halt meg Dicsőszentmártonban.
A magyar történelmi drámák és Shakespeare tragédiáinak hőseit alakította. Kedvenc szerepei voltak: Marót bán, Bánk bán, Dózsa György, Ádám, Bercsényi (II. Rákóczi Ferenc fogsága), Dr. Tolosan (Jó barátok), ez utóbbi három szerepet a Nemzeti Színházban is játszotta, szép sikerrel. Fiai közül Bágyoni Dávid és Szabó Gábor szintén a színipályára léptek. Második felesége Erdődy Ilona volt.

## Családja
Nemes Szabó Gábor és nemes Sávoli Joanna fiaként született, 1839. november 27-én keresztelték. 1870-ben egy gróf Béldy-leányt vett nőül és családi okokból egy időre visszavonult a színpadtól. Első nejének halála után újra visszatért a színpadra.